# Mariachi

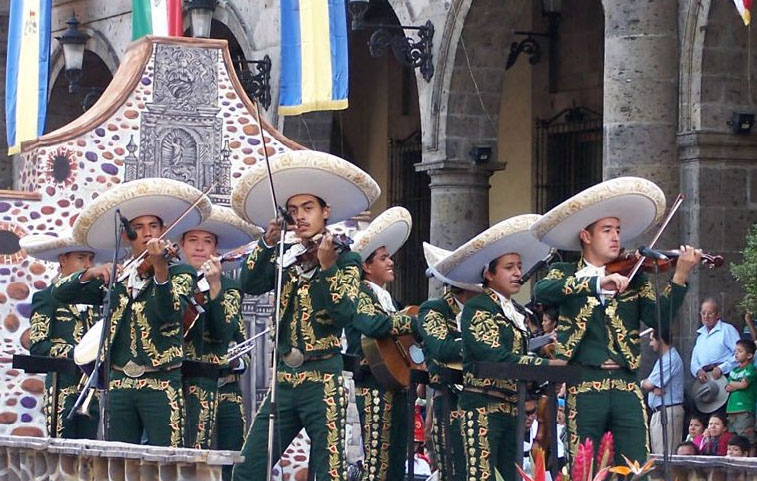
Mariachi na festiwalu w Guadalajarze.

Mariachi – rodzaj orkiestr popularnych w Meksyku. Typowi mariachi mają w swoim składzie skrzypce, różne rodzaje gitar, mandoliny i trąbki. Orkiestry liczą od 3 do 12 członków, w swoim repertuarze mają zarówno kompozycje współczesne, jak i meksykańską muzykę ludową. Początków tego typu muzykowania można się doszukiwać w wieku XVIII w stanie Jalisco. Nazwa mariachi wzięła swój rodowód prawdopodobnie od meksykańskiego zniekształcenia francuskiego słowa mariage (ślub). Mariachi byli początkowo kojarzeni właśnie z imprezami weselnymi. W XIX w. ich członkowie rekrutowali się głównie z wędrownych robotników najemnych pracujących na hacjendach (stąd wziął się ich charakterystyczny strój). Z biegiem czasu się to zmieniło i obecnie można ich spotkać przy rozmaitych okazjach. Ich muzyka jednak zachowała typowo taneczny charakter. Słowo mariachi oznacza także pojedynczego wykonawcę muzyki ludowej.

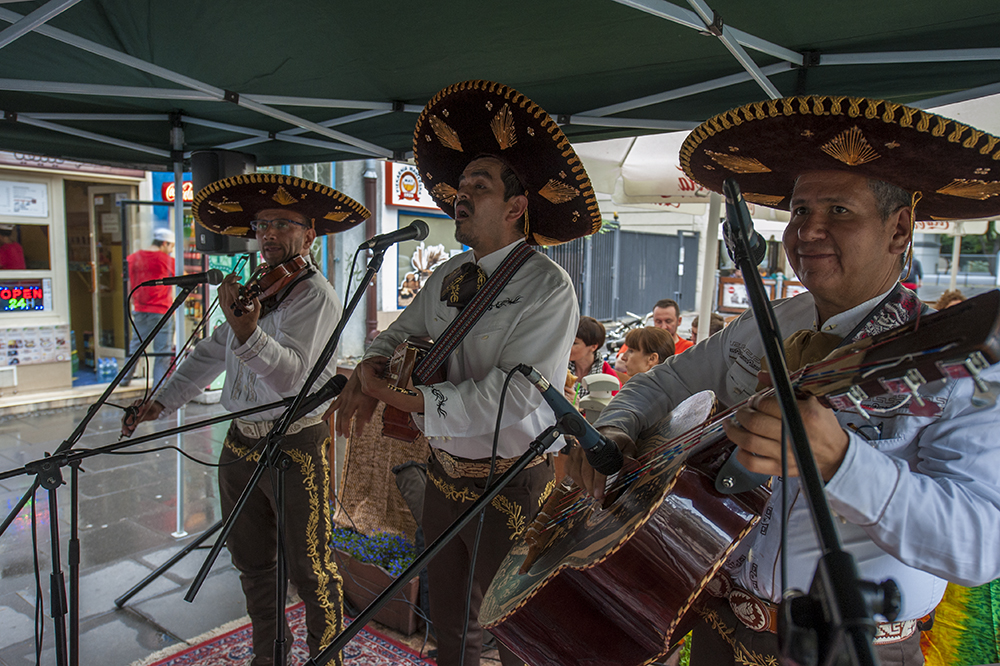
Mariachi Los Amigos - meksykańscy muzycy mieszkający w Polsce w czasie występu przed lokalem Cafe Baobab w Warszawie w lipcu 2016.